# Classe baixa
A classe baixa é uma classe social presente no capitalismo moderno que se convencionou tratar como a que menos possui poder aquisitivo, bem como a que possui um padrão de vida e de consumo baixo em relação às demais camadas da população. Desta forma, supre suas necessidades de sobrevivência com dificuldade e, muitas vezes, é impossibilitada de permitir-se formas variadas de lazer e entretenimento. É composta principalmente pelo proletariado e por desempregados.
A classe baixa é compreendida com valores até (US$ 5,50 por dia) e 4 de setembro de 2020 seria aproximadamente R$ 874,00. Classe baixa "extremamente pobre" (US$ 1,90 por dia) o equivalente a R$ 302,00 em 4 setembro de 2020, "pobre mas não extremamente" e "vulnerável" (até R$ 291).[carece de fontes?]